# رودلف نلته
رودلف نُلته (آلمانی: Rudolf Noelte؛ ۲۱ مارس ۱۹۲۱ میلادی، در چشم به جهان گشود –۸ نوامبر ۲۰۰۲ میلادی، در گارمیش-پارتنکیرشن چشم از جهان فروبست) یک کارگردان فیلم، همچنین کارگردان تئاتر و اپرای اهل آلمان بود. از جمله آثار وی می‌توان به فیلم دژ محصول ۱۹۶۸ میلادی اشاره کرد.